# Reninge
Reninge ou Reninghe est une section de la ville belge de Lo-Reninge située en Région flamande dans la province de Flandre-Occidentale. C'était une commune à part entière avant la fusion des communes de 1971.

## Démographie

### Évolution démographique
- Sources : INS, Rem. : 1831 jusqu'en 1970 = recensements, 1976 = nombre d'habitants au 31 décembre[2].
- Remarque: 1970 et 1976 y compris Noordschote

## Histoire
Liste des châtelains de Reninge: 
- Thierry 1116-1129
  - Gérard 1122-1128
    - Gerard II († 1214)
      - Jean Ier
        - Jean II († 1261) épouse Mathilde d'Aire (St Omer) dont
          - Guillaume VII de Saint-Omer († 1252/53)
          - Gérard († 1302) évêque de Metz
          - Jean III († 1274 )
            - Jacques († 1285)

## Guerre de 1914-1918

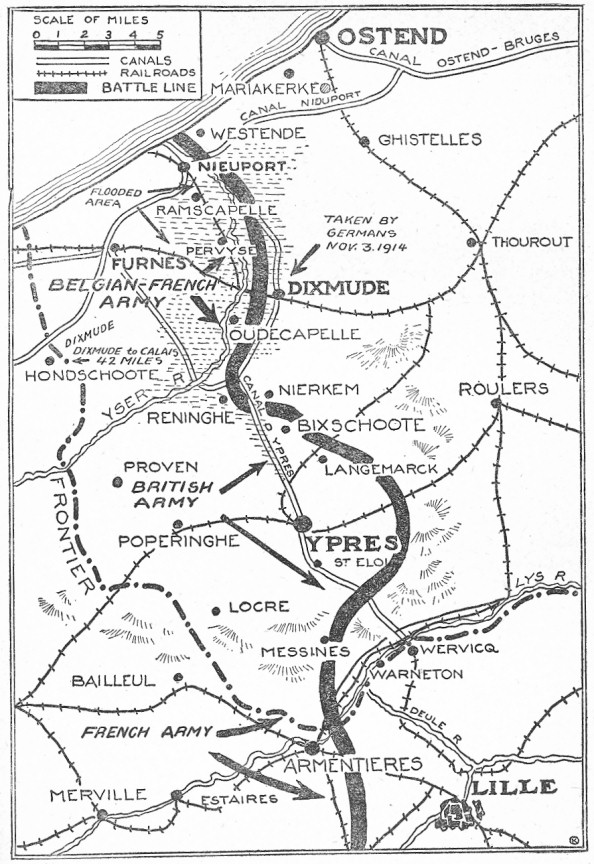
Front de l'Yser en 1914